# Non c'è tempo per morire (film)
Non c'è tempo per morire (No Time to Die) è un film di guerra britannico del 1958 diretto da Terence Young.

## Trama
Seconda guerra mondiale. Durante la campagna del Nordafrica uno squadrone di carri armati britannici viene distrutto dai panzer dei loro avversari dell'Afrikakorps. 

Un carro armato comandato dal sergente americano David Thatcher viene colpito ma lui e il pilota  Noakes si salvano. Anche il veicolo da ricognizione annesso dello squadrone, comandato dal sergente Kendall, rimane bloccato nella sabbia, ma l'equipaggio si mette in salvo. 
Tuttavia i sopravvissuti vengono rapidamente catturati dai Tedeschi e condotti in un campo di prigionia italiano. Il sergente Thatcher deve assolutamente cercare di scappare perché sa di essere ricercato dalla Gestapo.

## Produzione
Il film è stato girato in sei settimane nel (all'epoca) Regno Unito di Libia, nel deserto vicino a Tripoli.
I “Royal armoured corps” e il “2nd Dragoon Guards (Queen's Bays)” hanno contribuito alla produzione del film. 
I carri armati utilizzati sono Mk VIII Cromwell, Centurion e Charioteer, tutti costruiti dopo la campagna del Nordafrica. Solamente nella battaglia di apertura, si vede un'autoblido AEC Mk III, effettivamente utilizzata in Libia.